# Circuito de Ain-Diab
El Circuito de Ain-Diab fue un circuito de carreras de Fórmula 1 construido en 1957, al sudeste de Ain-Diab en Marruecos, que usaba la carretera R-320 y la carretera N1 que une Casablanca y Azemmour.
El trazado de 7618 m fue diseñado por el Real Club de Automóviles de Marruecos y recibió la plena aprobación del sultán Mohammed V. Su construcción demoró seis semanas. El circuito albergó una carrera no puntuable de Fórmula 1 en 1957. El 19 de octubre de 1958 fue la sede del Gran Premio de Marruecos de 1958, puntuable y última carrera de la Temporada 1958 de Fórmula 1, la que fue ganada por Stirling Moss a bordo de un Vanwall, completando las 53 vueltas en 2h 09m 15.1s.
Hubo un accidente durante la carrera, cuando el motor de un Vanwall explotó y su piloto, Stuart Lewis-Evans, murió seis días después.

## Resultados

### Fórmula 1
| Año  | Piloto        | Constructor | Fecha         | Resultados |
| ---- | ------------- | ----------- | ------------- | ---------- |
| 1957 | Jean Behra    | Maserati    | 27 de octubre | Resultados |
| 1958 | Stirling Moss | Vanwall     | 19 de octubre | Resultados |